# Serbonnes
Serbonnes település Franciaországban, Yonne megyében. Lakosainak száma 693 fő (2022. január 1.). Serbonnes Courlon-sur-Yonne, Michery, Sergines és Villemanoche községekkel határos.

## Népesség
A település népessége az elmúlt években az alábbi módon változott:
| Lakosok száma | 588  | 573  | 609  | 626  | 653  | 663  | 669  | 670  | 693  |
|               | 2013 | 2015 | 2016 | 2017 | 2018 | 2019 | 2020 | 2021 | 2022 |